# 1844
Portal Geschichte | Portal Biografien | Aktuelle Ereignisse | Jahreskalender | Tagesartikel

◄ |
18. Jahrhundert |
19. Jahrhundert
| 20. Jahrhundert | ►

◄ |
1810er |
1820er |
1830er |
1840er
| 1850er | 1860er | 1870er | ►

◄◄ |
◄ |
1840 |
1841 |
1842 |
1843 |
1844
| 1845 | 1846 | 1847 | 1848 | ► | ►►
Staatsoberhäupter · Wahlen · Nekrolog  · Literaturjahr · Musikjahr
| Januar | Januar | Januar | Januar | Januar | Januar | Januar | Januar |
| Kw     | Mo     | Di     | Mi     | Do     | Fr     | Sa     | So     |
| ------ | ------ | ------ | ------ | ------ | ------ | ------ | ------ |
| 1      | 1      | 2      | 3      | 4      | 5      | 6      | 7      |
| 2      | 8      | 9      | 10     | 11     | 12     | 13     | 14     |
| 3      | 15     | 16     | 17     | 18     | 19     | 20     | 21     |
| 4      | 22     | 23     | 24     | 25     | 26     | 27     | 28     |
| 5      | 29     | 30     | 31     |        |        |        |        |

| Februar | Februar | Februar | Februar | Februar | Februar | Februar | Februar |
| Kw      | Mo      | Di      | Mi      | Do      | Fr      | Sa      | So      |
| ------- | ------- | ------- | ------- | ------- | ------- | ------- | ------- |
| 5       |         |         |         | 1       | 2       | 3       | 4       |
| 6       | 5       | 6       | 7       | 8       | 9       | 10      | 11      |
| 7       | 12      | 13      | 14      | 15      | 16      | 17      | 18      |
| 8       | 19      | 20      | 21      | 22      | 23      | 24      | 25      |
| 9       | 26      | 27      | 28      | 29      |         |         |         |

| März | März | März | März | März | März | März | März |
| Kw   | Mo   | Di   | Mi   | Do   | Fr   | Sa   | So   |
| ---- | ---- | ---- | ---- | ---- | ---- | ---- | ---- |
| 9    |      |      |      |      | 1    | 2    | 3    |
| 10   | 4    | 5    | 6    | 7    | 8    | 9    | 10   |
| 11   | 11   | 12   | 13   | 14   | 15   | 16   | 17   |
| 12   | 18   | 19   | 20   | 21   | 22   | 23   | 24   |
| 13   | 25   | 26   | 27   | 28   | 29   | 30   | 31   |

| April | April | April | April | April | April | April | April |
| Kw    | Mo    | Di    | Mi    | Do    | Fr    | Sa    | So    |
| ----- | ----- | ----- | ----- | ----- | ----- | ----- | ----- |
| 14    | 1     | 2     | 3     | 4     | 5     | 6     | 7     |
| 15    | 8     | 9     | 10    | 11    | 12    | 13    | 14    |
| 16    | 15    | 16    | 17    | 18    | 19    | 20    | 21    |
| 17    | 22    | 23    | 24    | 25    | 26    | 27    | 28    |
| 18    | 29    | 30    |       |       |       |       |       |

| Mai | Mai | Mai | Mai | Mai | Mai | Mai | Mai |
| Kw  | Mo  | Di  | Mi  | Do  | Fr  | Sa  | So  |
| --- | --- | --- | --- | --- | --- | --- | --- |
| 18  |     |     | 1   | 2   | 3   | 4   | 5   |
| 19  | 6   | 7   | 8   | 9   | 10  | 11  | 12  |
| 20  | 13  | 14  | 15  | 16  | 17  | 18  | 19  |
| 21  | 20  | 21  | 22  | 23  | 24  | 25  | 26  |
| 22  | 27  | 28  | 29  | 30  | 31  |     |     |

| Juni | Juni | Juni | Juni | Juni | Juni | Juni | Juni |
| Kw   | Mo   | Di   | Mi   | Do   | Fr   | Sa   | So   |
| ---- | ---- | ---- | ---- | ---- | ---- | ---- | ---- |
| 22   |      |      |      |      |      | 1    | 2    |
| 23   | 3    | 4    | 5    | 6    | 7    | 8    | 9    |
| 24   | 10   | 11   | 12   | 13   | 14   | 15   | 16   |
| 25   | 17   | 18   | 19   | 20   | 21   | 22   | 23   |
| 26   | 24   | 25   | 26   | 27   | 28   | 29   | 30   |

| Juli | Juli | Juli | Juli | Juli | Juli | Juli | Juli |
| Kw   | Mo   | Di   | Mi   | Do   | Fr   | Sa   | So   |
| ---- | ---- | ---- | ---- | ---- | ---- | ---- | ---- |
| 27   | 1    | 2    | 3    | 4    | 5    | 6    | 7    |
| 28   | 8    | 9    | 10   | 11   | 12   | 13   | 14   |
| 29   | 15   | 16   | 17   | 18   | 19   | 20   | 21   |
| 30   | 22   | 23   | 24   | 25   | 26   | 27   | 28   |
| 31   | 29   | 30   | 31   |      |      |      |      |

| August | August | August | August | August | August | August | August |
| Kw     | Mo     | Di     | Mi     | Do     | Fr     | Sa     | So     |
| ------ | ------ | ------ | ------ | ------ | ------ | ------ | ------ |
| 31     |        |        |        | 1      | 2      | 3      | 4      |
| 32     | 5      | 6      | 7      | 8      | 9      | 10     | 11     |
| 33     | 12     | 13     | 14     | 15     | 16     | 17     | 18     |
| 34     | 19     | 20     | 21     | 22     | 23     | 24     | 25     |
| 35     | 26     | 27     | 28     | 29     | 30     | 31     |        |

| September | September | September | September | September | September | September | September |
| Kw        | Mo        | Di        | Mi        | Do        | Fr        | Sa        | So        |
| --------- | --------- | --------- | --------- | --------- | --------- | --------- | --------- |
| 35        |           |           |           |           |           |           | 1         |
| 36        | 2         | 3         | 4         | 5         | 6         | 7         | 8         |
| 37        | 9         | 10        | 11        | 12        | 13        | 14        | 15        |
| 38        | 16        | 17        | 18        | 19        | 20        | 21        | 22        |
| 39        | 23        | 24        | 25        | 26        | 27        | 28        | 29        |
| 40        | 30        |           |           |           |           |           |           |

| Oktober | Oktober | Oktober | Oktober | Oktober | Oktober | Oktober | Oktober |
| Kw      | Mo      | Di      | Mi      | Do      | Fr      | Sa      | So      |
| ------- | ------- | ------- | ------- | ------- | ------- | ------- | ------- |
| 40      |         | 1       | 2       | 3       | 4       | 5       | 6       |
| 41      | 7       | 8       | 9       | 10      | 11      | 12      | 13      |
| 42      | 14      | 15      | 16      | 17      | 18      | 19      | 20      |
| 43      | 21      | 22      | 23      | 24      | 25      | 26      | 27      |
| 44      | 28      | 29      | 30      | 31      |         |         |         |

| November | November | November | November | November | November | November | November |
| Kw       | Mo       | Di       | Mi       | Do       | Fr       | Sa       | So       |
| -------- | -------- | -------- | -------- | -------- | -------- | -------- | -------- |
| 44       |          |          |          |          | 1        | 2        | 3        |
| 45       | 4        | 5        | 6        | 7        | 8        | 9        | 10       |
| 46       | 11       | 12       | 13       | 14       | 15       | 16       | 17       |
| 47       | 18       | 19       | 20       | 21       | 22       | 23       | 24       |
| 48       | 25       | 26       | 27       | 28       | 29       | 30       |          |

| Dezember | Dezember | Dezember | Dezember | Dezember | Dezember | Dezember | Dezember |
| Kw       | Mo       | Di       | Mi       | Do       | Fr       | Sa       | So       |
| -------- | -------- | -------- | -------- | -------- | -------- | -------- | -------- |
| 48       |          |          |          |          |          |          | 1        |
| 49       | 2        | 3        | 4        | 5        | 6        | 7        | 8        |
| 50       | 9        | 10       | 11       | 12       | 13       | 14       | 15       |
| 51       | 16       | 17       | 18       | 19       | 20       | 21       | 22       |
| 52       | 23       | 24       | 25       | 26       | 27       | 28       | 29       |
| 1        | 30       | 31       |          |          |          |          |          |

| Januar | Januar | Januar | Januar | Januar | Januar | Januar | Januar |
| Kw     | Mo     | Di     | Mi     | Do     | Fr     | Sa     | So     |
| ------ | ------ | ------ | ------ | ------ | ------ | ------ | ------ |
| 1      | 1      | 2      | 3      | 4      | 5      | 6      | 7      |
| 2      | 8      | 9      | 10     | 11     | 12     | 13     | 14     |
| 3      | 15     | 16     | 17     | 18     | 19     | 20     | 21     |
| 4      | 22     | 23     | 24     | 25     | 26     | 27     | 28     |
| 5      | 29     | 30     | 31     |        |        |        |        |

| Februar | Februar | Februar | Februar | Februar | Februar | Februar | Februar |
| Kw      | Mo      | Di      | Mi      | Do      | Fr      | Sa      | So      |
| ------- | ------- | ------- | ------- | ------- | ------- | ------- | ------- |
| 5       |         |         |         | 1       | 2       | 3       | 4       |
| 6       | 5       | 6       | 7       | 8       | 9       | 10      | 11      |
| 7       | 12      | 13      | 14      | 15      | 16      | 17      | 18      |
| 8       | 19      | 20      | 21      | 22      | 23      | 24      | 25      |
| 9       | 26      | 27      | 28      | 29      |         |         |         |

| März | März | März | März | März | März | März | März |
| Kw   | Mo   | Di   | Mi   | Do   | Fr   | Sa   | So   |
| ---- | ---- | ---- | ---- | ---- | ---- | ---- | ---- |
| 9    |      |      |      |      | 1    | 2    | 3    |
| 10   | 4    | 5    | 6    | 7    | 8    | 9    | 10   |
| 11   | 11   | 12   | 13   | 14   | 15   | 16   | 17   |
| 12   | 18   | 19   | 20   | 21   | 22   | 23   | 24   |
| 13   | 25   | 26   | 27   | 28   | 29   | 30   | 31   |

| April | April | April | April | April | April | April | April |
| Kw    | Mo    | Di    | Mi    | Do    | Fr    | Sa    | So    |
| ----- | ----- | ----- | ----- | ----- | ----- | ----- | ----- |
| 14    | 1     | 2     | 3     | 4     | 5     | 6     | 7     |
| 15    | 8     | 9     | 10    | 11    | 12    | 13    | 14    |
| 16    | 15    | 16    | 17    | 18    | 19    | 20    | 21    |
| 17    | 22    | 23    | 24    | 25    | 26    | 27    | 28    |
| 18    | 29    | 30    |       |       |       |       |       |

| Mai | Mai | Mai | Mai | Mai | Mai | Mai | Mai |
| Kw  | Mo  | Di  | Mi  | Do  | Fr  | Sa  | So  |
| --- | --- | --- | --- | --- | --- | --- | --- |
| 18  |     |     | 1   | 2   | 3   | 4   | 5   |
| 19  | 6   | 7   | 8   | 9   | 10  | 11  | 12  |
| 20  | 13  | 14  | 15  | 16  | 17  | 18  | 19  |
| 21  | 20  | 21  | 22  | 23  | 24  | 25  | 26  |
| 22  | 27  | 28  | 29  | 30  | 31  |     |     |

| Juni | Juni | Juni | Juni | Juni | Juni | Juni | Juni |
| Kw   | Mo   | Di   | Mi   | Do   | Fr   | Sa   | So   |
| ---- | ---- | ---- | ---- | ---- | ---- | ---- | ---- |
| 22   |      |      |      |      |      | 1    | 2    |
| 23   | 3    | 4    | 5    | 6    | 7    | 8    | 9    |
| 24   | 10   | 11   | 12   | 13   | 14   | 15   | 16   |
| 25   | 17   | 18   | 19   | 20   | 21   | 22   | 23   |
| 26   | 24   | 25   | 26   | 27   | 28   | 29   | 30   |

| Juli | Juli | Juli | Juli | Juli | Juli | Juli | Juli |
| Kw   | Mo   | Di   | Mi   | Do   | Fr   | Sa   | So   |
| ---- | ---- | ---- | ---- | ---- | ---- | ---- | ---- |
| 27   | 1    | 2    | 3    | 4    | 5    | 6    | 7    |
| 28   | 8    | 9    | 10   | 11   | 12   | 13   | 14   |
| 29   | 15   | 16   | 17   | 18   | 19   | 20   | 21   |
| 30   | 22   | 23   | 24   | 25   | 26   | 27   | 28   |
| 31   | 29   | 30   | 31   |      |      |      |      |

| August | August | August | August | August | August | August | August |
| Kw     | Mo     | Di     | Mi     | Do     | Fr     | Sa     | So     |
| ------ | ------ | ------ | ------ | ------ | ------ | ------ | ------ |
| 31     |        |        |        | 1      | 2      | 3      | 4      |
| 32     | 5      | 6      | 7      | 8      | 9      | 10     | 11     |
| 33     | 12     | 13     | 14     | 15     | 16     | 17     | 18     |
| 34     | 19     | 20     | 21     | 22     | 23     | 24     | 25     |
| 35     | 26     | 27     | 28     | 29     | 30     | 31     |        |

| September | September | September | September | September | September | September | September |
| Kw        | Mo        | Di        | Mi        | Do        | Fr        | Sa        | So        |
| --------- | --------- | --------- | --------- | --------- | --------- | --------- | --------- |
| 35        |           |           |           |           |           |           | 1         |
| 36        | 2         | 3         | 4         | 5         | 6         | 7         | 8         |
| 37        | 9         | 10        | 11        | 12        | 13        | 14        | 15        |
| 38        | 16        | 17        | 18        | 19        | 20        | 21        | 22        |
| 39        | 23        | 24        | 25        | 26        | 27        | 28        | 29        |
| 40        | 30        |           |           |           |           |           |           |

| Oktober | Oktober | Oktober | Oktober | Oktober | Oktober | Oktober | Oktober |
| Kw      | Mo      | Di      | Mi      | Do      | Fr      | Sa      | So      |
| ------- | ------- | ------- | ------- | ------- | ------- | ------- | ------- |
| 40      |         | 1       | 2       | 3       | 4       | 5       | 6       |
| 41      | 7       | 8       | 9       | 10      | 11      | 12      | 13      |
| 42      | 14      | 15      | 16      | 17      | 18      | 19      | 20      |
| 43      | 21      | 22      | 23      | 24      | 25      | 26      | 27      |
| 44      | 28      | 29      | 30      | 31      |         |         |         |

| November | November | November | November | November | November | November | November |
| Kw       | Mo       | Di       | Mi       | Do       | Fr       | Sa       | So       |
| -------- | -------- | -------- | -------- | -------- | -------- | -------- | -------- |
| 44       |          |          |          |          | 1        | 2        | 3        |
| 45       | 4        | 5        | 6        | 7        | 8        | 9        | 10       |
| 46       | 11       | 12       | 13       | 14       | 15       | 16       | 17       |
| 47       | 18       | 19       | 20       | 21       | 22       | 23       | 24       |
| 48       | 25       | 26       | 27       | 28       | 29       | 30       |          |

| Dezember | Dezember | Dezember | Dezember | Dezember | Dezember | Dezember | Dezember |
| Kw       | Mo       | Di       | Mi       | Do       | Fr       | Sa       | So       |
| -------- | -------- | -------- | -------- | -------- | -------- | -------- | -------- |
| 48       |          |          |          |          |          |          | 1        |
| 49       | 2        | 3        | 4        | 5        | 6        | 7        | 8        |
| 50       | 9        | 10       | 11       | 12       | 13       | 14       | 15       |
| 51       | 16       | 17       | 18       | 19       | 20       | 21       | 22       |
| 52       | 23       | 24       | 25       | 26       | 27       | 28       | 29       |
| 1        | 30       | 31       |          |          |          |          |          |

## Ereignisse

### Politik und Weltgeschehen

#### Europa
- 1. März: In München kommt es wegen einer Bierpreiserhöhung zu schweren Ausschreitungen.
- 2. März: In Griechenland wird die erste Verfassung verabschiedet.

Oskar I. von Schweden und Norwegen

- 8. März: Karl XIV. Johann von Schweden stirbt in Stockholm. Ihm folgt sein Sohn Oskar I. auf den Thron von Schweden und Norwegen.
- 4. Juni: Der schlesische Weberaufstand beginnt. Er wird innerhalb von zwei Tagen blutig niedergeschlagen.
- 19. August: Der Kanton Aargau stellt an der Tagsatzung den Antrag, die Jesuiten aus der Schweiz auszuweisen.
- 8. Dezember: Der erste Freischarenzug gegen die Berufung von Jesuiten an die Hochschulen im Kanton Luzern ist schlecht organisiert und wird von Regierungstruppen auseinandergetrieben.
- In Paris wird die letzte große Stadtbefestigung, der nach dem Politiker Adolphe Thiers (1797–1877) benannte Thierssche Mauerring vollendet.

#### Afrika
- 4. August: Mit dem Bombardement Tangers durch französische Kriegsschiffe beginnt ein Französisch-Marokkanischer Krieg, in deren Verlauf das marokkanische Heer am 14. August bei Isly geschlagen wird. Marokko muss die Unterstützung der Rebellen in Französisch-Algerien einstellen.

#### Karibik
- 27. Februar: Die Dominikanische Republik wird von Haiti unabhängig.
- 13. November: Pedro Santana wird Präsident der neuen Republik.

#### Nordamerika
- Mai bis Dezember: Die Stephens-Townsend-Murphy Party überquert von Iowa kommend mit Planwagen die Sierra Nevada in Richtung Kalifornien.
- 27. Juni: Joseph Smith, Gründer und erster Prophet der Mormonen sowie US-Präsidentschaftskandidat, wird zusammen mit seinem älteren Bruder Hyrum bei einem Fluchtversuch aus dem Gefängnis von Carthage, Bundesstaat Illinois, durch Schüsse aus einer aufgebrachten Menschenmenge getötet. Smith ist der erste während einer Wahlkampagne ermordete Präsidentschaftskandidat in den Vereinigten Staaten.

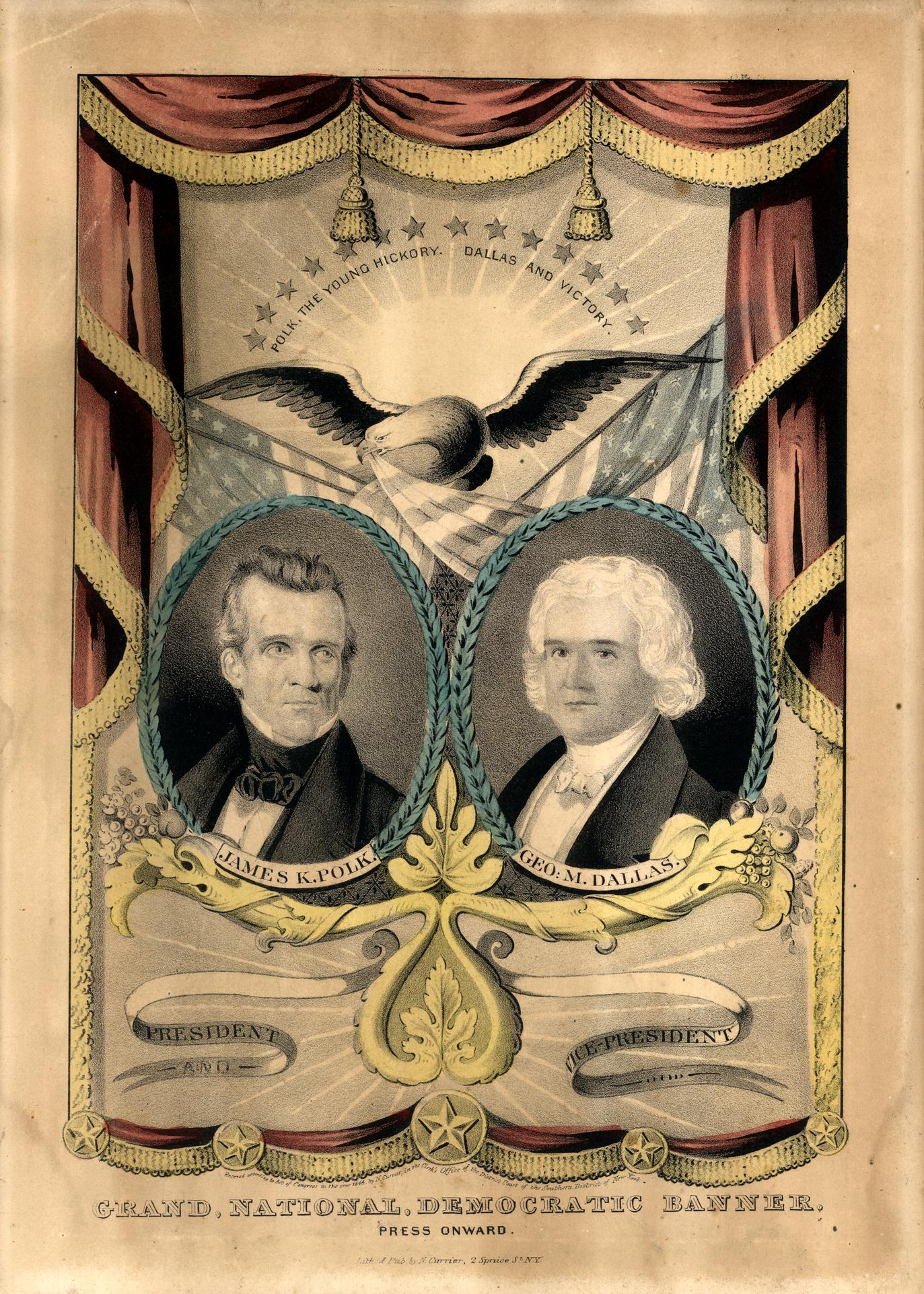
Wahlplakat der Demokraten 1844

- Die Präsidentschaftswahl in den Vereinigten Staaten 1844 ist die letzte, die an verschiedenen Tagen in den Bundesstaaten abgehalten wird. Wahlsieger wird der Demokrat James K. Polk mit seinem running mate George M. Dallas. Henry Clay von der United States Whig Party unterliegt auch bei seiner dritten Kandidatur als Präsidentschaftskandidat.

#### Asien
- 3. Juli: Im Vertrag von Wanghia öffnet sich China mehr als bisher dem Handel auch mit den USA.
- 24. Oktober: Der Vertrag von Huangpu zwischen dem Kaiserreich China und Frankreich hebt chinesische Handelsbeschränkungen auf und erzwingt das Dulden katholischer Missionstätigkeit im Reich der Mitte.

#### Weitere internationale Ereignisse

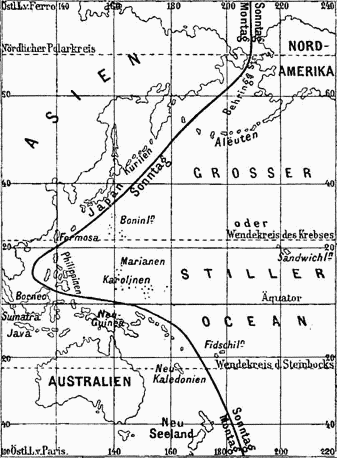
Historische Karte der Datumsgrenze

- 1844 überspringen die Philippinen einen ganzen Tag in der Geschichte, den 31. Dezember. Da sie engen Handel mit Mexiko betreiben, richteten sie sich bisher nach deren Datum, befanden sich also östlich der Datumsgrenze. Als die Handelsbeziehungen mit China zunehmen, entscheidet man sich für eine Angleichung an die asiatischen Nachbarn. Hierdurch wird die Datumsgrenze Richtung Westen übersprungen, wodurch die Philippinen einen ganzen Tag nicht erleben. Auf Montag, den 30. Dezember 1844, folgt Mittwoch, der 1. Januar 1845.

### Wirtschaft

#### Messen und Ausstellungen
- Die erste Allgemeine Deutsche Gewerbe-Ausstellung im Zeughaus Unter den Linden wird von 260.000 Menschen besucht. Unter den 3.040 Ausstellern sind 685 Berliner Unternehmer.

#### Konsumgenossenschaften
- 21. Dezember: In Rochdale eröffnen 28 in der Rochdale Society of Equitable Pioneers vereinte Weber und andere Mitglieder einen Laden. Ihre geschäftlichen Grundprinzipien geben dem Gedanken der Konsumgenossenschaften Auftrieb. Bei der Eröffnung beschränkt sich das schmale Angebot auf Butter, Zucker, Hafermehl und einige Kerzen.

#### Patente
- 15. Juni: Charles Goodyear erhält ein Patent auf die Vulkanisation von Gummi.
- Jacob Christoph Rad erhält ein Patent für die Würfelzuckerpresse.
- Der Brite George Kent lässt seine Messerpoliermaschine patentieren, die erste massenhaft hergestellte Haushaltsmaschine, deren Erfolg auf Ersparnis der Arbeitszeit beruht.

#### Verkehr

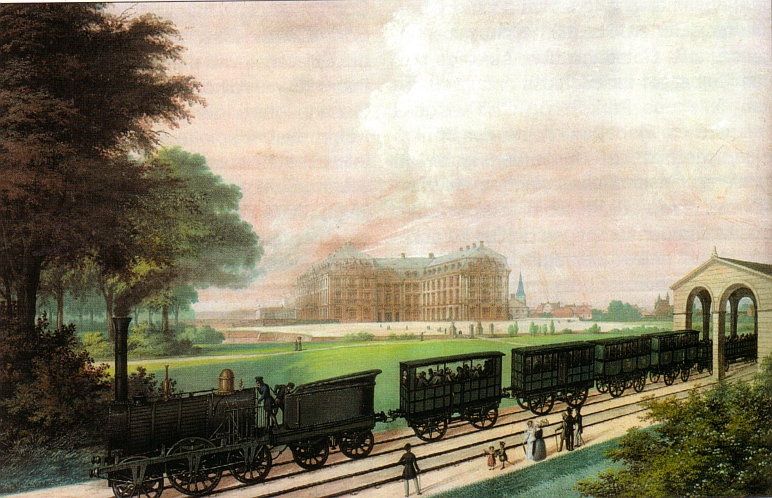
Eröffnung der Bahnstrecke Köln-Bonn

- 15. Februar: Die Bahnstrecke Köln-Bonn wird offiziell eröffnet.
- 25. August: Der Burgbergtunnel bei Erlangen, der älteste Eisenbahntunnel Bayerns, wird eingeweiht. Am 1. September wird die gesamte Bahnstrecke Nürnberg–Bamberg eröffnet.
- 1. November: Die Brennerstraße zwischen Innsbruck und Schönberg im Stubaital wird nach achtjähriger Bauzeit für den Verkehr freigegeben.
- Die Königlich Bayerischen Staats-Eisenbahnen werden gegründet und unternimmt den im Vorjahr beschlossenen Bau der Ludwig-Süd-Nord-Bahn.

### Wissenschaft und Technik

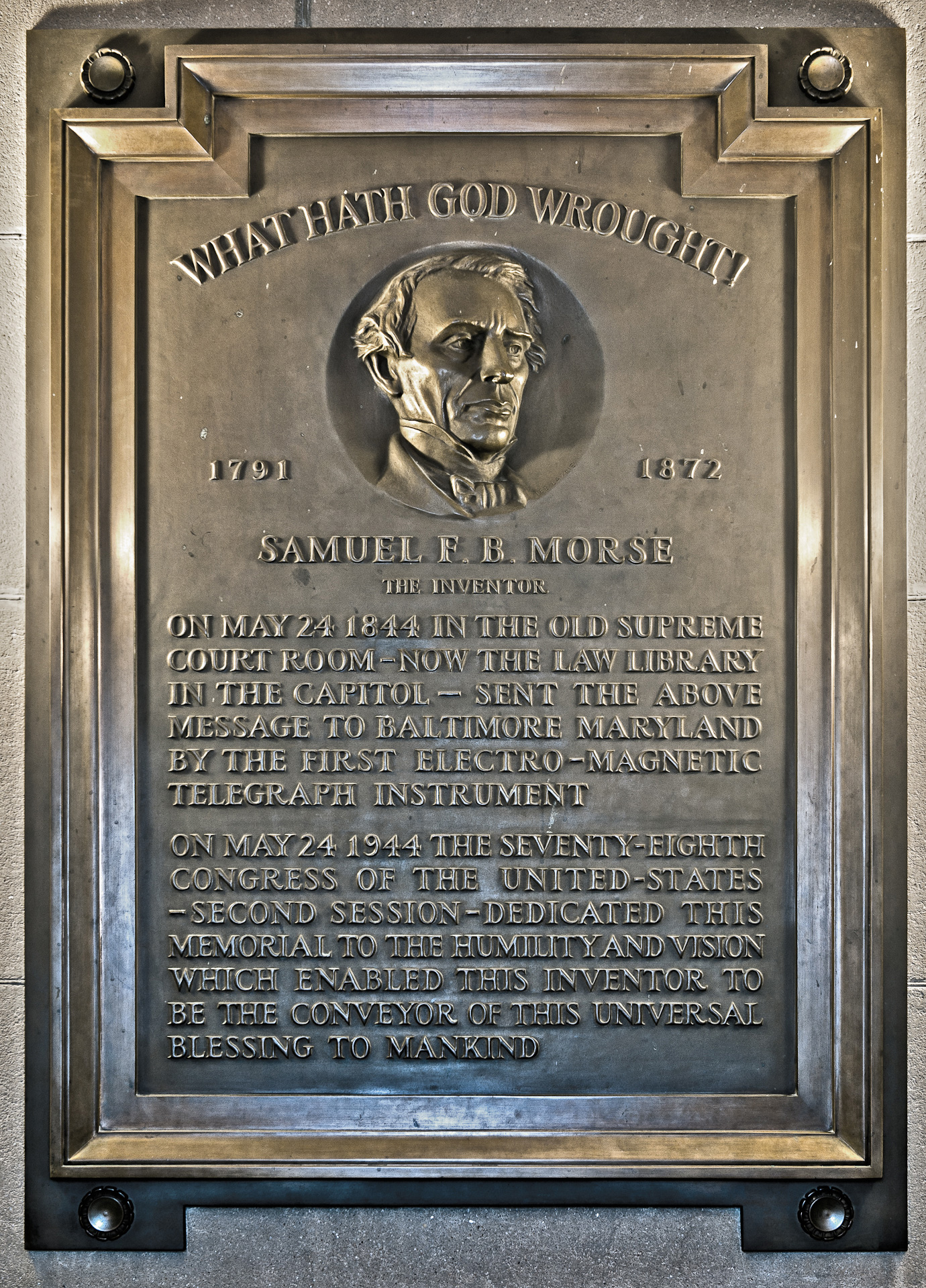
Gedenkplakette zum hundertsten Jahrestag des ersten Telegramms

- 24. Mai: Samuel Morse schickt über die Telegrafenlinie Baltimore–Washington die erste telegrafische Nachricht im Morse-Alphabet vom Kapitol in Washington, D.C. nach Baltimore. Um auszuschließen, dass Morse mit seinem in der Gegenstelle sitzenden Partner Alfred Vail einen vorab heimlich verabredeten Text austauscht, wurde die 18-jährige Annie Ellsworth gebeten, einen beliebigen Text ihrer Wahl vorzugeben.
- Der Schweizer Zoologe Heinrich Rudolf Schinz nimmt die wissenschaftliche Erstbeschreibung des afrikanischen Atlasbären vor.
- Friedrich Wöhler gewinnt durch trockene Destillation der Chinasäure und Auftrennung des Destillats kristallines Hydrochinon.
- Der bronzezeitliche Goldblechkegel von Avanton wird gefunden.
- Das Roemer- und Pelizaeus-Museum in Hildesheim wird gegründet.

### Kultur

#### Bildende Kunst
- Vor April: Carl Hübner malt das Genrebild Die schlesischen Weber, das von manchen Kritikern als Tendenzmalerei bezeichnet wird.
- Am 22. Oktober wird das von Ludwig Schwanthaler geschaffene Goethedenkmal in Frankfurt am Main feierlich eingeweiht.
- Friedrich Boser malt Die Bilderschau der Düsseldorfer Künstler im Galeriesaal.
- Jean-Baptiste Camille Corot stellt die ursprüngliche Fassung seines in Öl auf Leinwand gemalten Gemäldes Ländliches Konzert aus.

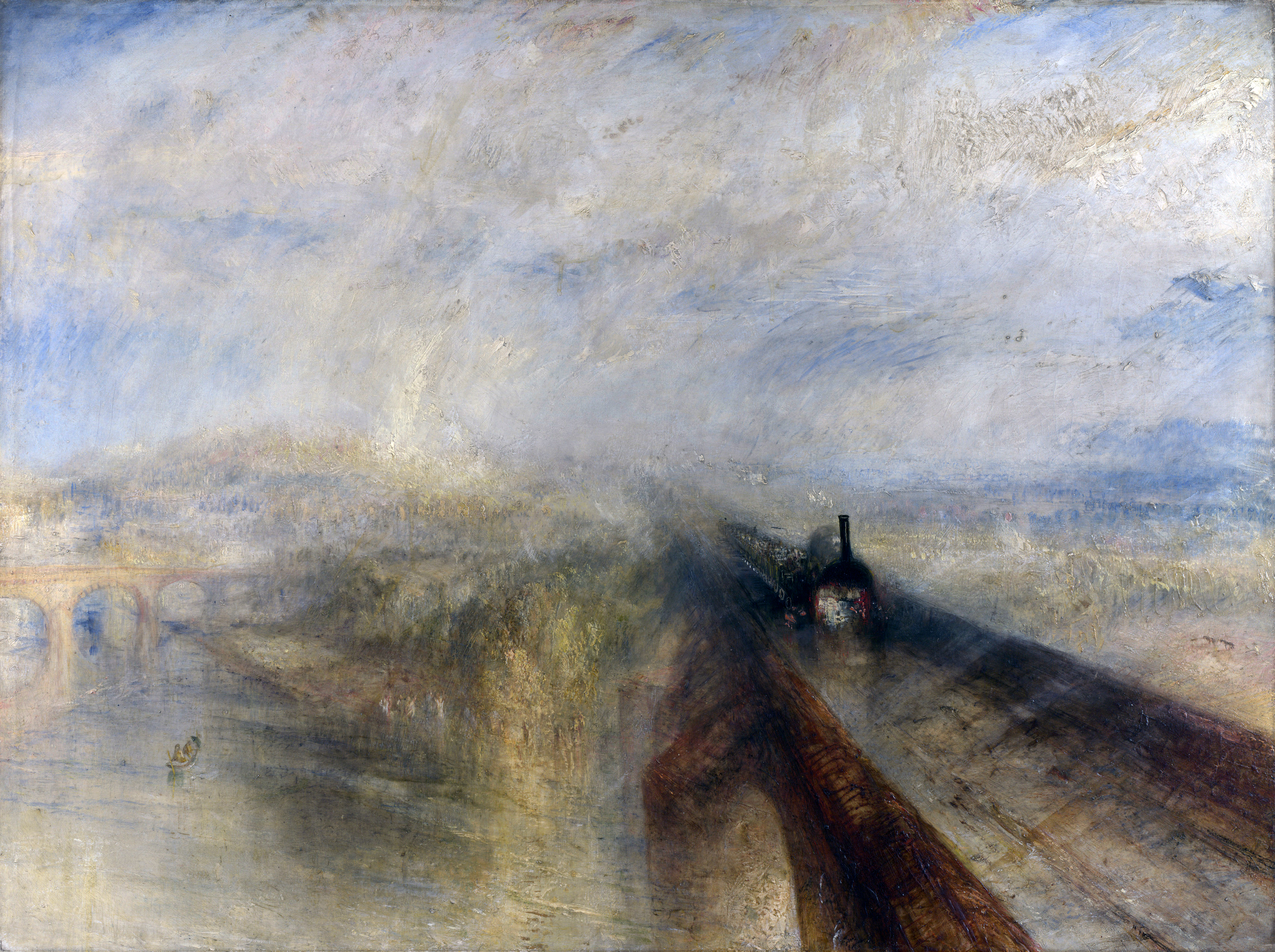
Regen, Dampf und Geschwindigkeit – der Zug der „Great Western Railway“ von William Turner

#### Literatur

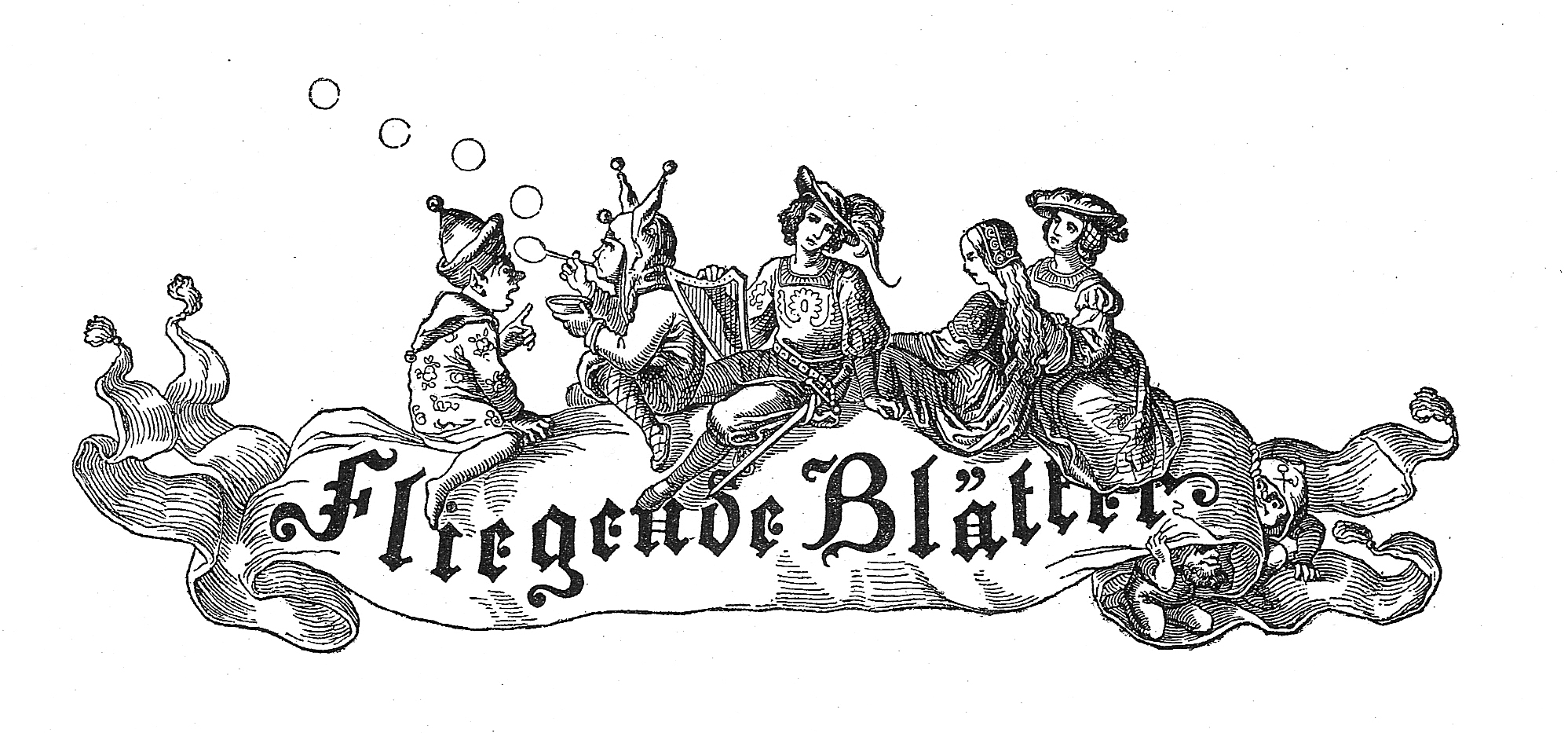
Kopftitel der Fliegenden Blätter

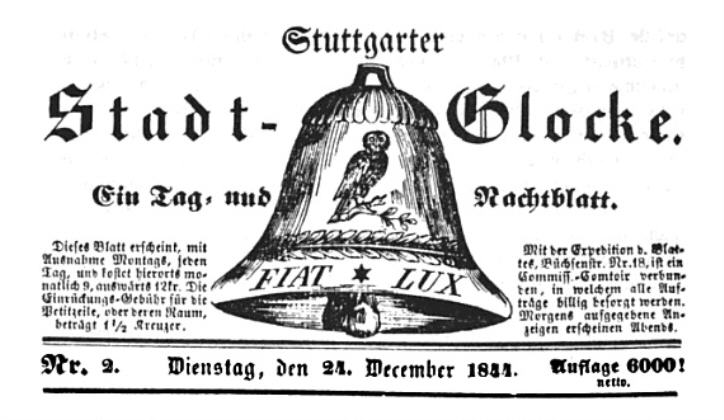
Kopfzeile der Stuttgarter Stadt-Glocke

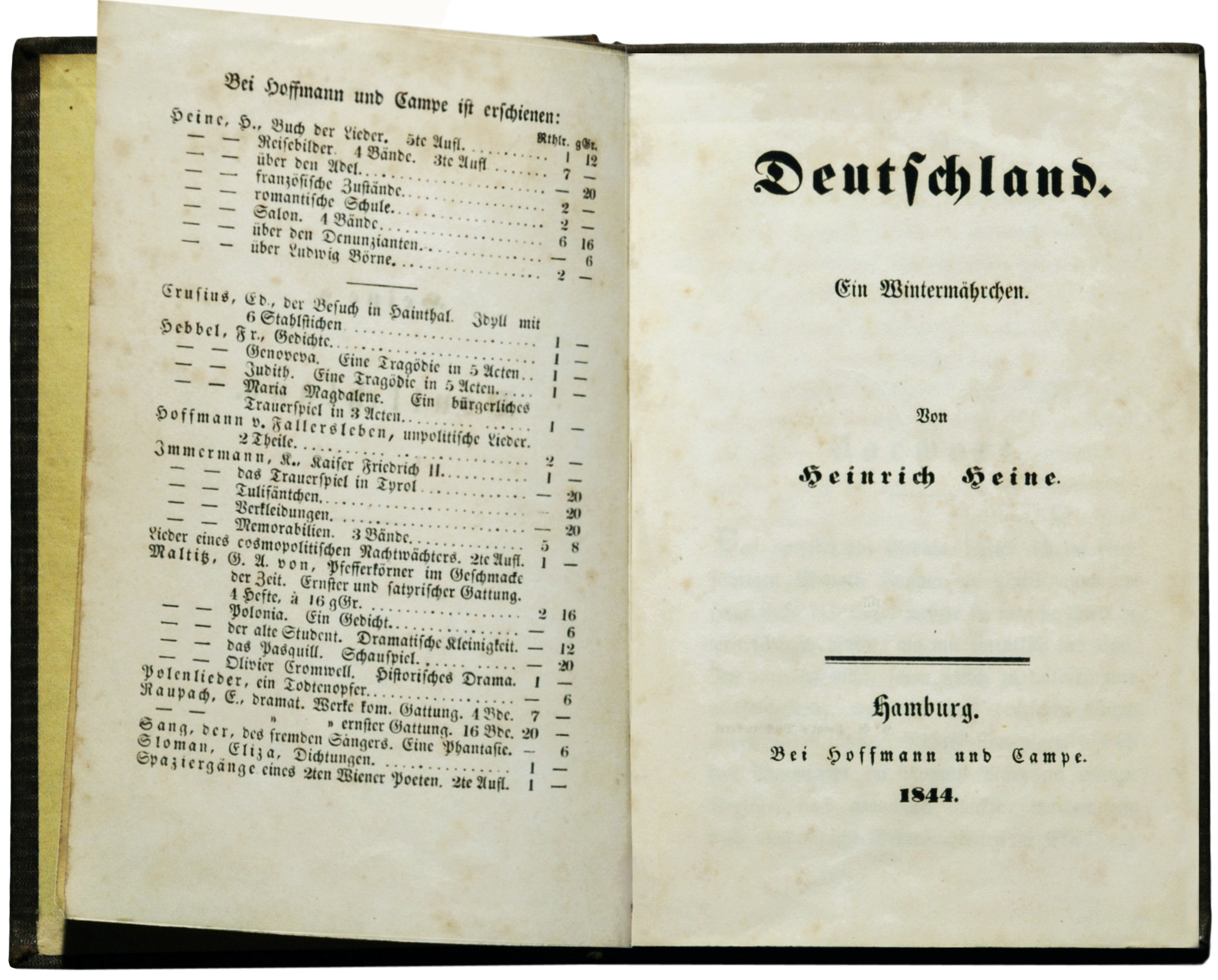
Deutschland. Ein Wintermärchen: Erste Separatausgabe

#### Musik und Theater
- 7. Januar: Die Motette Jauchzet dem Herrn, alle Welt, eine Vertonung von Psalm 100 durch Felix Mendelssohn Bartholdy, wird vom Königlichen Domchor in Berlin in einer Messe uraufgeführt.
- 12. Januar: Die Oper Caterina Cornaro von Gaetano Donizetti wird am Teatro San Carlo in Neapel uraufgeführt.
- 15. Februar: Die von den Architekten Carl Ferdinand Langhans und Eduard Knoblauch unter maßgeblicher Beteiligung des königlichen Baumeisters Ludwig Persius errichtete Krolloper in Berlin wird mit einem Ball eröffnet.

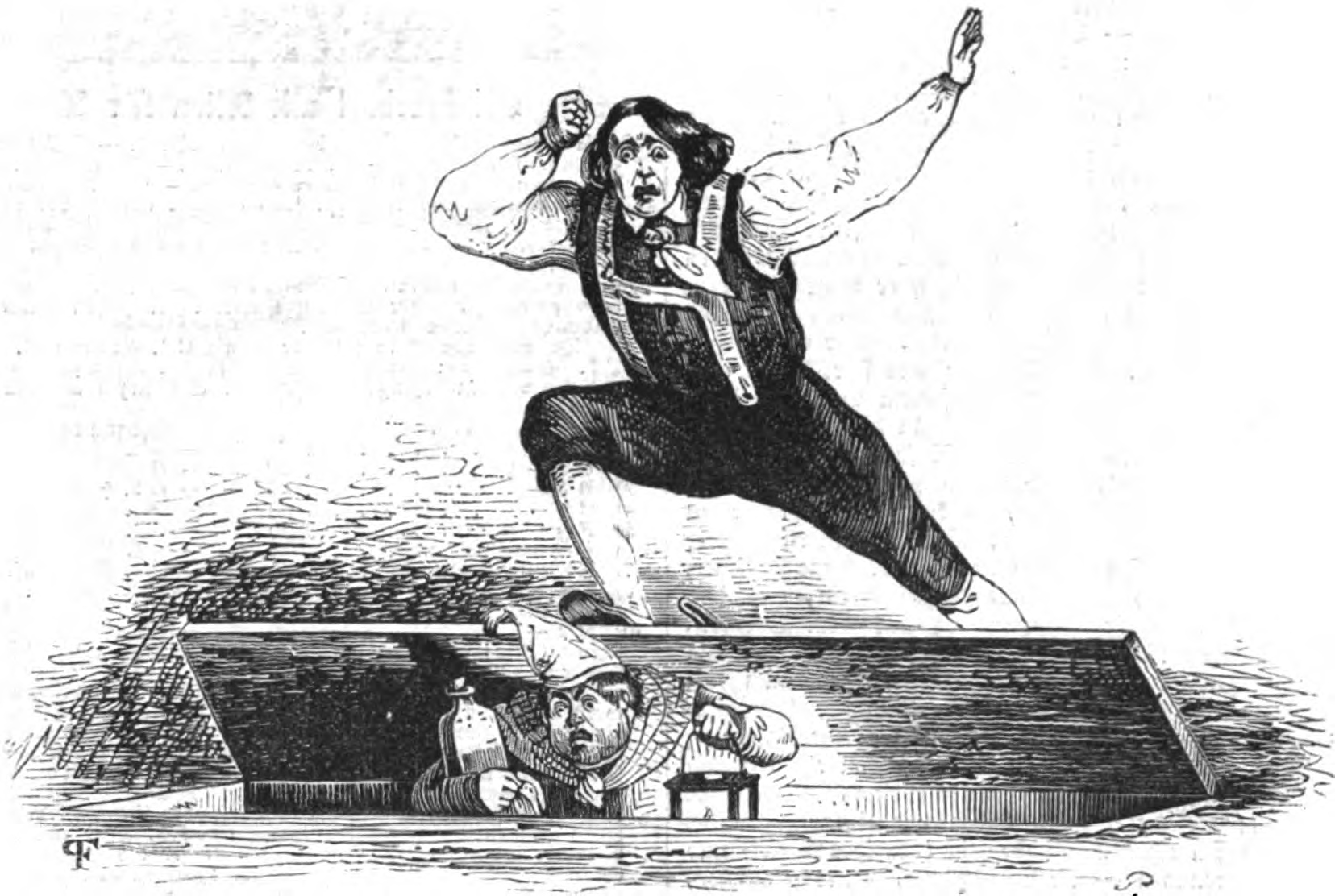
Der Zerrissene, Szene aus dem 3. Akt; Illustrirte Zeitung, Bd. 03 (1844), S. 61.

- 9. April: Johann Nestroys Posse Der Zerrissene mit der Musik von Adolf Müller senior feiert im Theater an der Wien Uraufführung. Der Stoff stammt aus der französischen comédie-vaudeville L'homme blasé (Der gelangweilte Mann) von Félix-Auguste Duvert und Augustin-Théodore de Lauzanne.
- 20. April: Ludwig Tiecks Theaterstück Der gestiefelte Kater nach dem gleichnamigen Märchen wird in Berlin uraufgeführt. Die Inszenierung wird, nicht zuletzt wegen der im Stück beinhalteten Publikumskritik, zu einem deutlichen Misserfolg.
- 3. November: Am Teatro Argentina in Rom hat Giuseppe Verdis Oper I due Foscari seine Uraufführung. Das Libretto stammt von Francesco Maria Piave nach dem Theaterstück The Two Foscari von Lord Byron.
- 30. Dezember: Am Stadttheater Hamburg wird Friedrich von Flotows Oper Alessandro Stradella über das Leben des Komponisten Alessandro Stradella uraufgeführt. Das Libretto stammt von Friedrich Wilhelm Riese, der dieses unter dem Namen Wilhelm Friedrich verfasst hat.

### Gesellschaft
- 27. Mai bis 31. Mai: Der Wingolfsbund in Schleiz wird gegründet.
- 1. August: Der erste Zoologische Garten auf dem heutigen Staatsgebiet Deutschlands wird in Berlin eröffnet.
- 15. November: Die KDStV Bavaria Bonn wird gegründet, die älteste katholische Studentenverbindung weltweit.

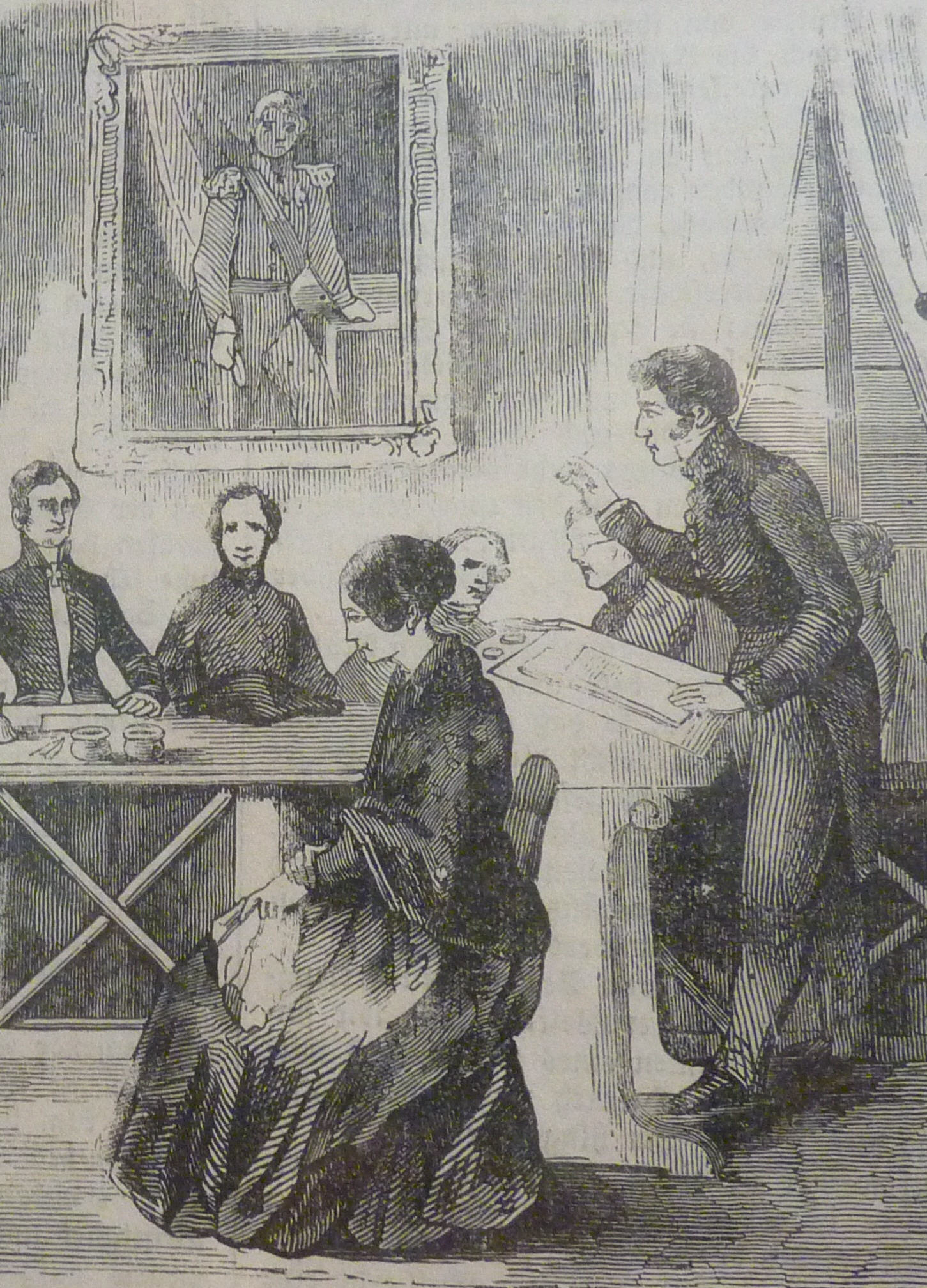
Christiane Ruthardt am 20. Dezember vor Gericht

- 23. Dezember: Die des Giftmordes an ihrem Ehemann beschuldigte Christiane Ruthardt wird nach viertägiger Verhandlung in Esslingen zum Tode verurteilt.
- Die Gründung des Club des Hachichins erfolgt in Paris durch den Arzt und Psychiater Jacques-Joseph Moreau und Théophile Gautier.
- Der Kaufmann Iginio Scarpa aus Rijeka beginnt mit dem Bau der Villa Angiolina in Abbazia als Sommerfrische. Damit beginnt die touristische Entwicklung des Ortes.

### Religion
- 8. Mai: In der Enzyklika Inter praecipuas kritisiert Papst Gregor XVI. die entstandenen Bibelgesellschaften. Unautorisierte Bearbeiter und Übersetzer der Bibel seien Ketzer und verübten Frevel an der Heiligen Schrift.
- 22. Mai: Siyyid Ali Muhammad (Der Bab), von dem die Bahai überzeugt sind, dass er der Herold des Verheißenen aller Religionen ist, begründet in Shiraz (Iran) das Babitum, aus der später die Baha'i-Religion hervorgeht. Das Jahr 1 der Baha'i-Ära beginnt am 21. März.
- 6. Juni: George Williams gründet in London den ersten CVJM (The Young Men's Christian Association, YMCA).
- 28. Juli: Die Stabkirche Wang, eine vom preußischen König Friedrich Wilhelm IV. erworbene mittelalterliche norwegische Stabholzkirche, wird nach Wiederaufbau an ihrem neuen Standort im Riesengebirge feierlich eröffnet.
- 18. August: Bei der vom Trierer Bischof Wilhelm Arnoldi angeordneten Trierer Wallfahrt von 1844 pilgert rund eine halbe Million Menschen nach Trier, um den dort ausgestellten angeblichen Heiligen Rock Christi zu sehen. Die Angehörigen der Unterschichten, die noch anfällig sind für Wunderglauben und Devotionalien, stellen den Hauptteil des Pilgervolks. Die Wallfahrt löst heftige Kritik an der katholischen Frömmigkeitspraxis aus. Der katholische Priester Johannes Ronge empört sich öffentlich, die Wallfahrt sei eine bewusste Täuschung ungebildeter und einkommensschwacher Menschen, denen bei der Reise ungerechtfertigte Entbehrungen abverlangt würden, das von ihnen kassierte Opfergeld sei ein Geschäft mit dem Aberglauben, Christus habe den Gläubigen bekanntlich seinen Geist, nicht seinen Rock hinterlassen. Für seine Äußerungen wird Ronge exkommuniziert. Die Trierer Wallfahrt wird daraufhin zum Kristallisationskern des Deutschkatholizismus, einer aufklärungsaffinen und anti-ultramontanistischen Bewegung.
- Die Wiederkunft Christi wird von dem baptistischen Prediger William Miller für dieses Jahr verkündet. Enttäuschte Anhänger gründen später die Siebenten-Tags-Adventisten.

### Natur und Umwelt

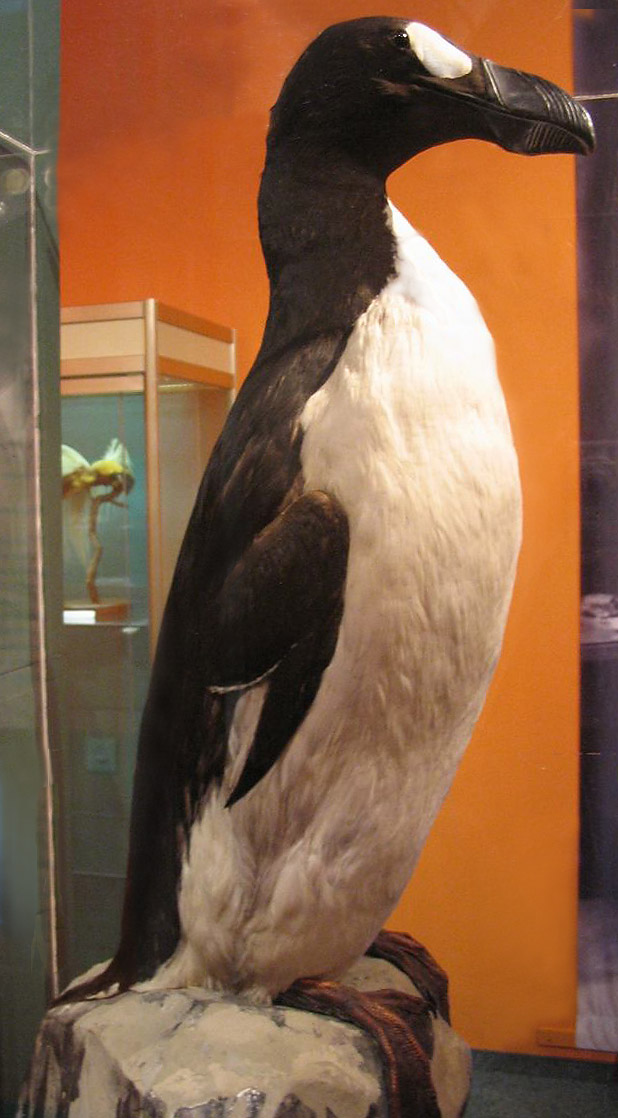
Riesenalk

- 3. Juni: Auf der isländischen Insel Eldey wird das letzte überlebende Riesenalk-Brutpaar von zwei Trophäensammlern getötet. Die Bälge werden an einen dänischen Sammler verkauft.

### Sport
- 31. August: Das Wetterhorn wird erstmals bestiegen.
- 24. bis 26. September: Die Vereinigten Staaten und Kanada spielen auf dem St George’s Cricket Club in New York City das erste offizielle Länderspiel zweier Cricket-Nationalmannschaften; Kanada gewinnt mit 22 Runs.
- Die Freiburger Turnerschaft von 1844 wird gegründet.

## Geboren

### Januar/Februar
- 04. Januar: Victor Blüthgen, deutscher Dichter und Schriftsteller († 1920)
- 07. Januar: Bernadette Soubirous, französische Ordensschwester, Heilige († 1879)
- 07. Januar: Carl Menzel, deutscher Unternehmer und Glashersteller († 1923)
- 13. Januar: Ernst Marno, österreichischer Afrikaforscher († 1883)
- 15. Januar: Robert Gersuny, österreichischer Arzt († 1924)
- 16. Januar: Heinrich Denifle, österreichischer Kirchenhistoriker und Dominikaner († 1905)
- 16. Januar: Ismail Qemali, erster albanischer Premierminister († 1919)
- 16. Januar: Paul Singer, deutscher Fabrikant und Reichstagsabgeordneter († 1911)
- 20. Januar: Johan Peter Selmer, norwegischer Komponist († 1910)
- 22. Januar: Konstantin von Hößlin, griechischer Politiker, Präsident der griechischen Abgeordnetenkammer in Athen († 1920)
- 24. Januar: Franziskus von Paula Schönborn, Kardinal und Erzbischof von Prag († 1899)
- 27. Januar: Numa Droz, Schweizer Politiker († 1899)
- 30. Januar: Moritz von Bissing, preußischer Generaloberst († 1917)
- 30. Januar: Otto Leßmann, deutscher Komponist († 1918)

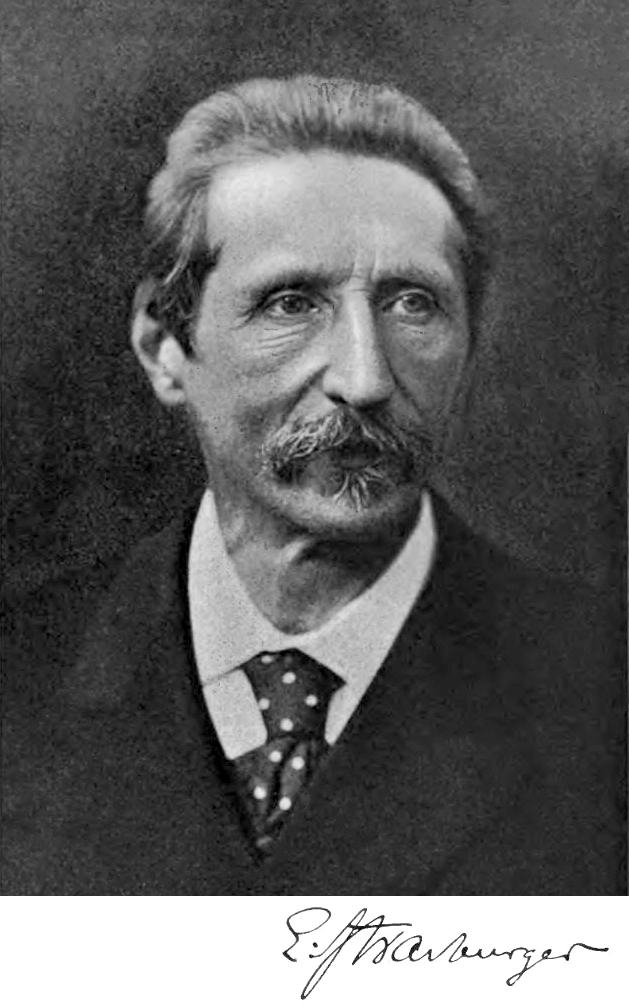
Eduard Strasburger um 1908

- 01. Februar: Eduard Strasburger, deutscher Botaniker († 1912)
- 02. Februar: Marie Hankel, deutsche Esperanto-Dichterin († 1929)
- 03. Februar: Marie von Najmájer, österreichische Schriftstellerin († 1904)
- 04. Februar: Andreas Amrhein, schweizerischer Benediktinermönch († 1927)
- 05. Februar: Lothar Kempter, deutsch-schweizerischer Komponist und Dirigent († 1918)
- 05. Februar: Ernst Pinkert, deutscher Gastronom und Gründer des Leipziger Zoos († 1909)
- 05. Februar: Aristide Rinaldini, Kardinal der römisch-katholischen Kirche († 1920)
- 10. Februar: Wendelin Foerster, österreichisch-tschechischer Romanist († 1915)
- 12. Februar: Julius Haagn, Salzburger Turnfachmann und Großkaufmann († 1925)
- 14. Februar: Joseph Thyssen, deutscher Industrieller († 1915)
- 15. Februar: Maria Pognon, französische Feministin († 1925)
- 16. Februar: James Guillaume, Schweizer Anarchist († 1916)
- 20. Februar: Joshua Slocum, kanadischer Seemann und Reiseschriftsteller († 1905)
- 20. Februar: Ludwig Boltzmann, österreichischer Physiker († 1906)
- 20. Februar: Mihály von Munkácsy, ungarischer Maler des Realismus († 1900)
- 21. Februar: Adam Flasch, deutscher Archäologe († 1902)
- 21. Februar: Charles-Marie Widor, französischer Organist, Komponist und Lehrer († 1937)
- 22. Februar: Louise Erhartt, Schauspielerin († 1916)
- 25. Februar: Jindřich Kafka, tschechischer Komponist († 1917)
- 25. Februar: Philipp Remelé, deutscher Fotograf († 1883)
- 26. Februar: August Hartel, deutscher Architekt († 1890)
- 26. Februar: Victor von Podbielski, deutscher General († 1916)

### März/April
- 03. März: Shūzō Aoki, japanischer Diplomat und Politiker († 1914)
- 07. März: Wilhelm Gurlitt, deutscher Archäologe († 1905)
- 07. März: Josef Schoyerer, deutscher Landschaftsmaler († 1923)
- 10. März: Pablo de Sarasate, spanischer Geiger und Komponist († 1908)
- 11. März: Ignaz Graf von Attems, österreichischer Politiker († 1915)
- 14. März: Umberto I., König von Italien († 1900)
- 18. März: Nikolai Rimski-Korsakow, russischer Komponist, Dirigent und Musikpädagoge († 1908)
- 19. März: Auguste Auspitz-Kolár, österreichisch-böhmische Pianistin und Komponistin († 1878)
- 19. März: Innozenz von Berzo, römisch-katholischer Seliger († 1890)
- 19. März: Minna Canth, finnische Schriftstellerin († 1897)
- 19. März: Wilhelm Manchot, deutscher Architekt († 1912)
- 22. März: Theodor Gohl, Schweizer Architekt († 1910)
- 22. März: Franziska Speyer, deutsche Stifterin und Mäzenin († 1909)
- 23. März: Eugène Gigout, französischer Organist und Komponist († 1925)
- 25. März: Adolf Engler, deutscher Botaniker und Pflanzenexperte († 1930)
- 30. März: Paul Verlaine, französischer Lyriker († 1896)
- 31. März: Andrew Lang, schottischer Schriftsteller († 1912)
- 01. April: Johann Georg Eschenburg, deutscher Advokat und Notar, Bürgermeister Lübecks († 1936)
- 03. April: Georg Ratzinger, deutscher katholischer Geistlicher und Politiker († 1899)
- 08. April: Christian Dietrich, Leiter des schwäbischen Altpietismus († 1919)
- 10. April: August Oncken, deutscher Nationalökonom († 1911)
- 12. April: Franz Kullak, deutscher Pianist und Komponist († 1913)
- 13. April: Jan Hřímalý, tschechischer Geiger und Musikpädagoge († 1915)
- 14. April: Eduard Hiller, deutscher Altphilologe († 1891)
- 14. April: Maria Immaculata, Prinzessin von Burgund und beider Sizilien sowie Erzherzogin von Österreich-Toskana († 1899)
- 16. April: Anatole France, französischer Schriftsteller († 1924)
- 20. April: Dominikus Willi, Abt von Marienstatt und Bischof von Limburg († 1913)
- 20. April: Robert Diez, deutscher Bildhauer († 1922)
- 20. April: Ernest Granger, französischer Kommunarde und Politiker († 1914)
- 26. April: Ada Lewis-Hill, englische Amateurmusikerin und Stifterin († 1906)
- 27. April: Albert von Keller, Schweizer Maler († 1920)
- 27. April: Alois Riehl, österreichischer Philosoph († 1924)
- 27. April: Klara Ziegler, deutsche Schauspielerin († 1909)
- 29. April: Hans von Koester, deutscher Großadmiral († 1928)
- 30. April: Carl von Thieme, deutscher Unternehmer († 1924)

### Mai/Juni
- 01. Mai: Jenny Longuet, Tochter von Karl Marx († 1883)
- 03. Mai: Heinrich Berchtold, Schweizer Unternehmer und Politiker († 1907)
- 08. Mai: Hermann Graedener, deutscher Komponist († 1929)
- 08. Mai: William Alexander Hunter, schottischer Politiker und Rechtswissenschaftler († 1898)
- 09. Mai: Belle Boyd, US-amerikanische Spionin († 1900)
- 17. Mai: Julius Wellhausen, deutscher protestantischer Theologe († 1918)
- 19. Mai: John Edwin Sandys, britischer klassischer Gelehrter († 1922)
- 21. Mai: Adolf Klose, deutscher Maschinenbauingenieur († 1923)
- 21. Mai: Henri Rousseau, französischer Maler († 1910)
- 22. Mai: Mary Cassatt, US-amerikanische Malerin des Impressionismus († 1926)
- 23. Mai: Abdul-Baha, persischer Schriftgelehrter und Zentralgestalt der Bahai († 1921)
- 29. Mai: Stephen Alfred Forbes, US-amerikanischer Biologe, gilt als einer der Begründer der Limnologie († 1930)
- 30. Mai: Louis Varney, französischer Operettenkomponist († 1908)
- 01. Juni: Wassili Dmitrijewitsch Polenow, russischer Maler und Pädagoge († 1927)
- 03. Juni: Hermann Erler, deutscher Musikverleger, Komponist und Schriftsteller († 1918)
- 03. Juni: Émile Paladilhe, französischer Komponist und Pianist († 1926)
- 03. Juni: Garret Hobart, US-amerikanischer Politiker († 1899)
- 03. Juni: Detlev von Liliencron, deutscher Dichter und Schriftsteller († 1909)
- 09. Juni: Karl Altrichter, deutscher Schriftsteller († 1917)
- 10. Juni: Carl Hagenbeck, deutscher Tierhändler und Zoodirektor († 1913)
- 13. Juni: Ernst-Arved Senft, Schweizer evangelischer Geistlicher und Bischof der Evangelischen Brüder-Unität († 1903)
- 15. Juni: Charlotte Despard, britische Frauenrechtlerin († 1939)
- 18. Juni: Richard Fresenius, deutscher Maler († 1903)
- 20. Juni: Martha Asmus, deutsche Schriftstellerin († nach 1909)
- 21. Juni: Ernest François Cambier, belgischer Afrikareisender und Erbauer der ersten Eisenbahn des Kongo († 1909)
- 22. Juni: Theodor Weber, deutscher Konsul († 1889)
- 24. Juni: Moritz Honigmann, deutscher Chemiker, Erfinder und Bergmann († 1918)
- 24. Juni: Placidus Riccardi, italienischer Mönch, Seliger († 1915)
- 25. Juni: Friedrich Colin, deutscher Kaufmann († 1909)
- 25. Juni: Marie Maugeret, französische Feministin († 1928)

### Juli/August
- 01. Juli: Verney Lovett Cameron, britischer Afrikareisender († 1894)
- 01. Juli: Júlia da Costa, brasilianische Dichterin († 1911)
- 03. Juli: Dankmar Adler, US-amerikanischer Architekt († 1900)
- 08. Juli: Guido Karcher, deutscher Admiral († 1905)
- 10. Juli: Amalie Materna, österreichische Opernsängerin († 1918)
- 11. Juli: Peter I., serbischer König († 1921)
- 12. Juli: Ferdinand d’Orléans, duc d’Alençon, französischer Adeliger († 1910)
- 14. Juli: Smith Streeter, US-amerikanischer Roquespieler († 1930)
- 20. Juli: John Sholto Douglas, schottischer Marquis († 1900)
- 21. Juli: Joan Röell, niederländischer Staatsmann († 1914)
- 22. Juli: Maria Woodworth Etter, US-amerikanische Evangelistin und Pfingstpredigerin († 1924)
- 23. Juli: Harriet Williams Russell Strong, US-amerikanische Erfinderin, Naturschützerin und Frauenrechtlerin († 1926)

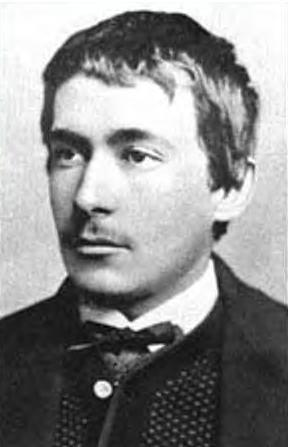
Thomas Eakins

- 25. Juli: Thomas Eakins, US-amerikanischer Maler († 1916)
- 25. Juli: Lyman U. Humphrey, US-amerikanischer Politiker († 1915)
- 26. Juli: Deodato Arellano, philippinischer Reformer († 1896)
- 28. Juli: Gerard Manley Hopkins, britischer Lyriker und Jesuit († 1889)
- 29. Juli: Vincze von Borbás, ungarischer Botaniker († 1905)
- 01. August: Levi Ankeny, US-amerikanischer Politiker († 1921)
- 01. August: Gustav Schwalbe, deutscher Anatom und Anthropologe († 1916)
- 05. August: Ilja Repin, russisch-finnischer Maler († 1930)
- 06. August: Alfred, Herzog von Sachsen-Coburg und Gotha († 1900)
- 06. August: Christian Schmidt, deutscher Unternehmer († 1884)
- 09. August: Hugo Blümner, deutscher Altphilologe und Archäologe († 1919)
- 11. August: Stevan D. Popović, serbischer Kultusminister und Pädagoge († 1902)
- 12. August: Bernhard Schwarz, deutscher Afrikaforscher († 1901)

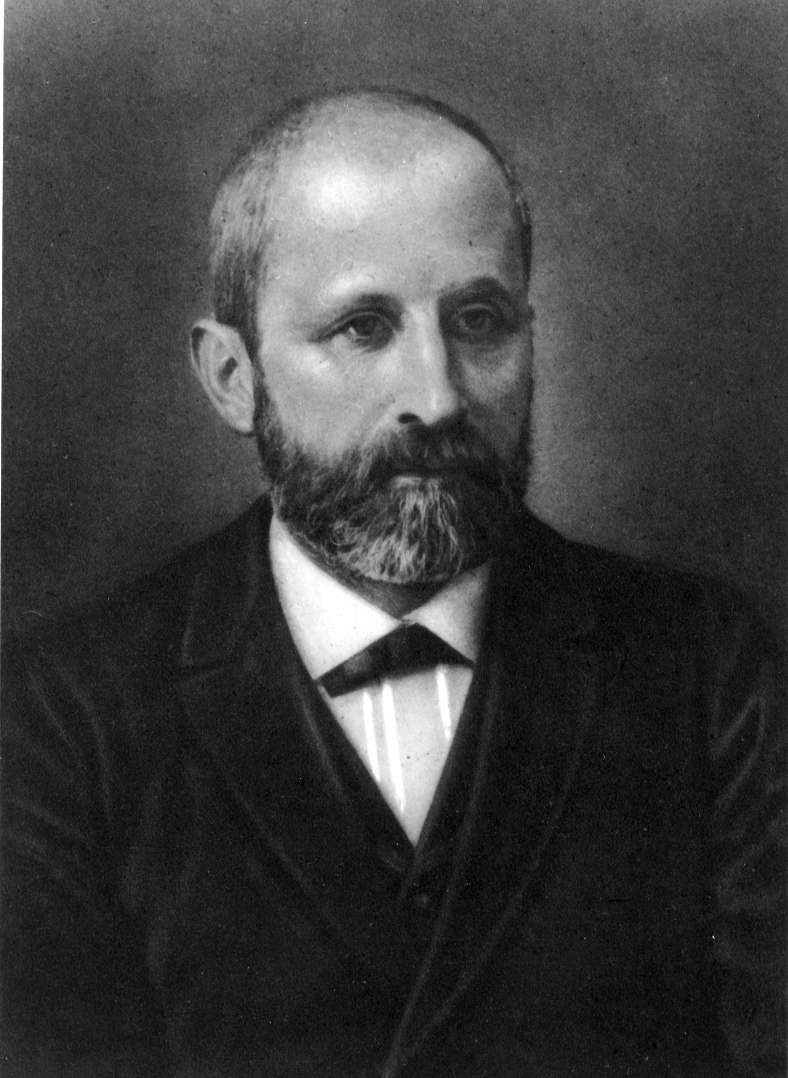
Friedrich Miescher

- 13. August: Friedrich Miescher, Mediziner und Professor für Physiologie († 1895)
- 13. August: Otis Bardwell Boise, US-amerikanischer Komponist († 1912)
- 14. August: Julius Goerdeler, deutscher Richter und Parlamentarier († 1928)
- 15. August: Mihael Lendovšek, slowenischer Schriftsteller und Theologe († 1920)
- 17. August: Menelik II., äthiopischer Kaiser († 1913)
- 17. August: Franziska von Wertheimstein, Wiener Mäzenin († 1907)
- 19. August: Johann Hermann Eschenburg, Bürgermeister Lübecks († 1920)
- 20. August: Mutsu Munemitsu, japanischer Politiker, unter anderem Außenminister († 1897)
- 23. August: Friedrich Wilhelm Füchtner, deutscher Kunsthandwerker aus dem Erzgebirge († 1923)
- 23. August: Agnes Willms-Wildermuth, deutsche Schriftstellerin († 1931)
- 30. August: Friedrich Ratzel, deutscher Zoologe und Geograph († 1904)

### September/Oktober
- 02. September: Heinrich Heß, deutscher Beamter, Heimatforscher und Politiker († 1927)
- 04. September: Hermann Bernhard Joachim Ascher, deutscher Jurist († 1931)
- 05. September: Ernst Mey, deutscher Unternehmer († 1903)
- 09. September: Louis Rossel, französischer Offizier († 1871)
- 13. September: Anna Lea Merritt, US-amerikanische Malerin († 1930)
- 16. September: Leonie Aviat, französische Ordensschwester († 1914)
- 16. September: William J. Samford, US-amerikanischer Politiker († 1901)
- 16. September: Hendrik Jacobus Hamaker, niederländischer Rechtswissenschaftler († 1911)
- 16. September: Paul Taffanel, französischer Flötist († 1908)
- 20. September: Johannes Ryf, Schweizer Jurist und Politiker († 1914)
- 22. September: William Stevenson Hoyte, englischer Organist, Komponist und Musikpädagoge († 1917)
- 29. September: Miguel Juárez Celman, argentinischer Politiker und Präsident († 1909)
- 01. Oktober: Orla Rosenhoff, dänischer Komponist und Musikpädagoge († 1905)
- 04. Oktober: Hugo Andresen, deutscher Romanist und Mediävist († 1918)
- 04. Oktober: Tommy Fallot, französischer evangelischer Pfarrer und Sozialreformer († 1904)
- 04. Oktober: Harrison H. Riddleberger, US-amerikanischer Politiker († 1890)
- 05. Oktober: Francis William Reitz, Präsident des Oranje-Freistaats und Außenminister der Südafrikanischen Republik († 1934)
- 08. Oktober: Paul Lhérie, französischer Sänger und Musikpädagoge († 1937)
- 09. Oktober: Eugène de Dietrich, Elsässer Industrieller und Mitglied des Deutschen Reichstages († 1918)
- 09. Oktober: Josef Anton Glutz, Schweizer Unternehmer und Politiker († 1899)

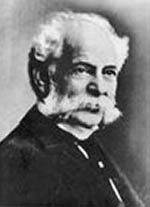
Henry John Heinz

- 11. Oktober: Henry John Heinz, US-amerikanischer Geschäftsmann (Heinz Ketchup) († 1919)
- 12. Oktober: George Washington Cable, US-amerikanischer Schriftsteller († 1925)

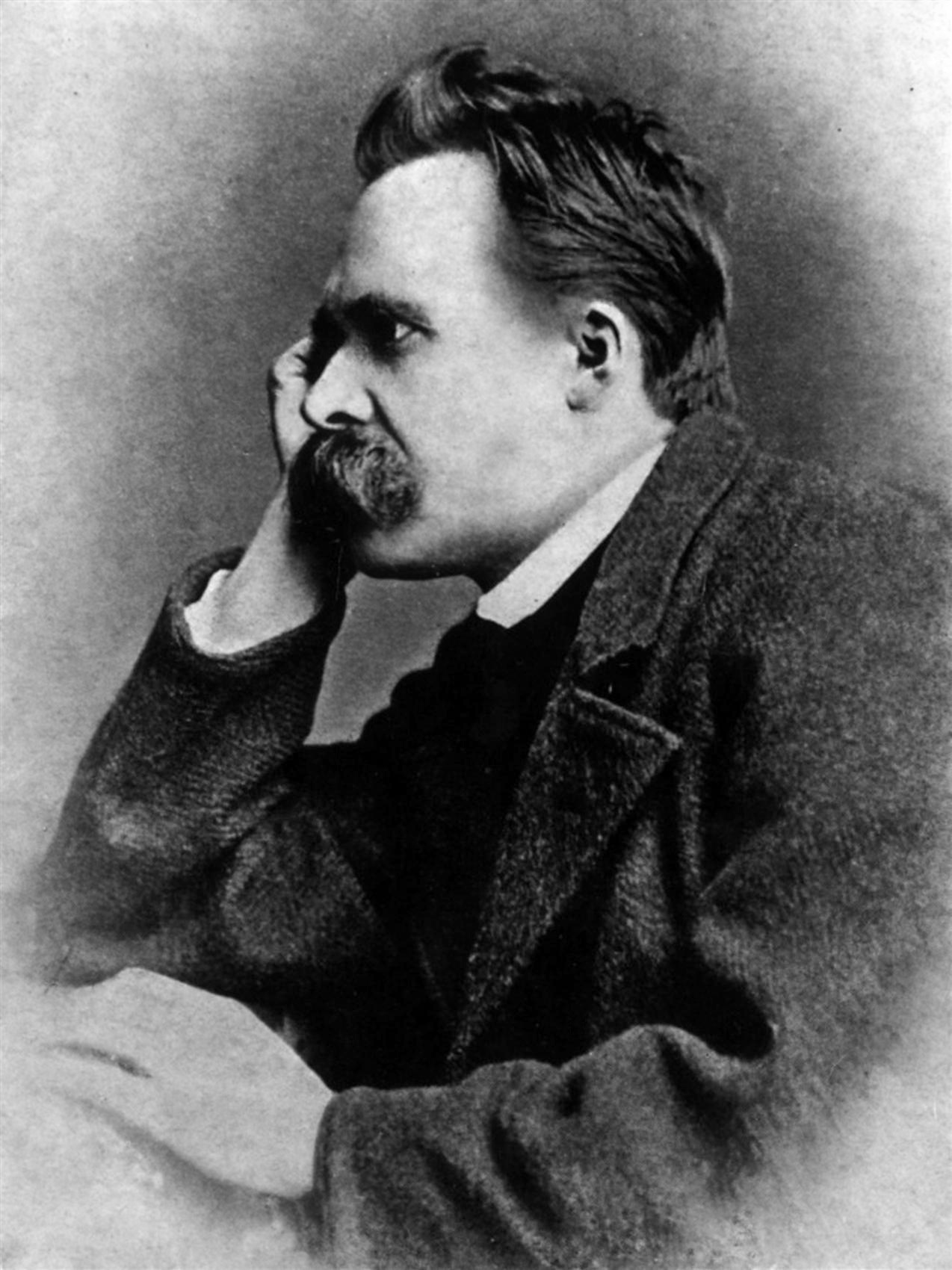
Friedrich Nietzsche, 1882

- 15. Oktober: Friedrich Nietzsche, deutscher philosophischer Schriftsteller († 1900)
- 16. Oktober: Friedrich Mitterwurzer, österreichischer Schauspieler († 1897)
- 17. Oktober: Gustave Schlumberger, französischer Historiker († 1929)
- 22. Oktober: Sarah Bernhardt, französische Schauspielerin († 1923)
- 22. Oktober: Louis Riel, Führer der Métis in Kanada († 1885)
- 23. Oktober: Édouard Branly, französischer Physiker und Pionier der Funktechnik († 1940)
- 23. Oktober: Wilhelm Leibl, deutscher Maler († 1900)
- 24. Oktober: Karl Lueger, österreichischer Politiker, Wiener Bürgermeister († 1910)
- 25. Oktober: Viktor Tilgner, österreichischer Bildhauer († 1896)
- 27. Oktober: Klas Pontus Arnoldson, schwedischer Journalist, Politiker und Friedensnobelpreisträger († 1916)
- 29. Oktober: Albert Salomon Anselm von Rothschild, österreichischer Bankier († 1911)

### November/Dezember
- 01. November: Auguste Bernus, Schweizer evangelischer Geistlicher und Hochschullehrer († 1904)
- 01. November: Olga Wisinger-Florian, österreichische Malerin († 1926)
- 02. November: Mehmed V., Sultan des Osmanischen Reiches († 1918)
- 04. November: Ulrich Kreusler, deutscher Agrikulturchemiker († 1921)
- 05. November: Eugénie Potonié-Pierre, französische Feministin († 1898)
- 08. November: Henry E. Burnham, US-amerikanischer Politiker († 1917)
- 14. November: Paul Förster, deutscher Gymnasiallehrer, Publizist und Politiker († 1925)
- 16. November: Siegfried Abt, Schweizer Jurist, Journalist und Diplomat († 1884)
- 17. November: Marie Kahle-Kessler, deutsche Schauspielerin († 1896)
- 18. November: Albert Wangerin, deutscher Mathematiker († 1933)

- 25. November: Carl Benz, deutscher Ingenieur und Automobilpionier († 1929)
- 25. November: Émile Doumergue, französischer reformierter Theologe († 1937)
- 26. November: Thomas G. Jones, US-amerikanischer Politiker († 1914)
- 27. November: Vital Maria Conçalves de Oliveira, brasilianischer Bischof († 1878)
- 28. November: Marcus H. Holcomb, US-amerikanischer Politiker († 1932)
- 29. November: Timm Kröger, deutscher Schriftsteller († 1918)
- 30. November: Leonhard Ableiter, deutscher Gymnasiallehrer, Philologe und Präsident der Ministerialabteilung für die höheren Schulen († 1921)
- 30. November: Rudolf Lavant, deutscher Schriftsteller († 1915)
- 01. Dezember: Alexandra, britische Königin († 1925)
- 03. Dezember: Hedwig Raabe, deutsche Schauspielerin († 1905)
- 04. Dezember: Fritz Baedeker, deutscher Verleger († 1925)
- 04. Dezember: Caroline Weldon, schweizerisch-amerikanische Künstlerin, Bürgerrechtlerin und Vertraute von Sitting Bull († 1921)
- 09. Dezember: Giulio Tonti, römisch-katholischer Kardinal († 1918)
- 13. Dezember: John Atkinson, irisch-britischer Jurist und Politiker († 1932)
- 13. Dezember: Helene Cramer, deutsche Malerin († 1916)
- 15. Dezember: Arturo Soria y Mata, spanischer Stadtplaner († 1920)
- 19. Dezember: Lujo Brentano, deutscher Wirtschaftswissenschaftler und Sozialreformer († 1931)
- 19. Dezember: Joseph Stöckle, deutscher Schriftsteller und Philologe († 1893)
- 23. Dezember: Ferdinand Mülhens, deutscher Gutsbesitzer und Unternehmer († 1928)
- 24. Dezember: Wilhelm Spemann, deutscher Verleger († 1910)
- 25. Dezember: Agnes Leclerq Joy, US-amerikanische Zirkusreiterin und Schauspielerin († 1912)
- 31. Dezember: Ebe W. Tunnell, US-amerikanischer Politiker († 1917)

### Genaues Geburtsdatum unbekannt
- Mirza Abu’l-Fadl, persischer Bahai-Theologe († 1914)
- Miguel Campos, chilenischer Maler († 1889)
- Ahmed Midhat Efendi, osmanischer Journalist, Autor, Übersetzer und Verleger († 1912)
- Abdur Rahman Khan, Emir von Afghanistan († 1901)
- Charles Romley Alder Wright, englischer Chemiker († 1894)
- Nicanor Plaza, chilenischer Bildhauer († 1918)

## Gestorben

### Erstes Quartal
- 01. Januar: Gustav Maximilian von Croÿ, Kardinal und Erzbischof von Rouen (* 1773)
- 01. Januar: Caspar Melchior Vorenweg, deutscher Orgelbauer (* 1753)
- 08. Januar: Ferdinand Piloty, deutscher Lithograf (* 1786)
- 09. Januar: Jean-Antoine Constantin, französischer Maler und Zeichner (* 1756)
- 10. Januar: Hudson Lowe, britischer General, Gouverneur von St. Helena (* 1769)
- 13. Januar: Alexander Porter, US-amerikanischer Politiker (* 1785)
- 15. Januar: Joseph Duncan, US-amerikanischer Politiker (* 1794)
- 15. Januar: Vinzenz Rüttimann, Schweizer Politiker (* 1769)
- 23. Januar: Franz Pettrich, deutscher Bildhauer (* 1770)
- 25. Januar: Jean-Baptiste Drouet d’Erlon, französischer General und Marschall von Frankreich (* 1765)
- 27. Januar: Cäcilie, schwedische Prinzessin (* 1807)
- 27. Januar: Charles Nodier, französischer Schriftsteller (* 1780)
- 28. Januar: Peter Karl Attenhofer, Schweizer Politiker (* 1765)
- 28. Januar: Johannes van den Bosch, Gouverneur von Niederländisch-Indien (* 1780)
- 29. Januar: Ernst III., Herzog von Sachsen-Coburg-Saalfeld (* 1784)
- 31. Januar: Henri-Gatien Bertrand, französischer General (* 1773)
- 04. Februar: Willem de Clercq, niederländischer Schriftsteller (* 1795)
- 08. Februar: Bartolomeo Ferrari, italienischer Bildhauer (* 1780)
- 08. Februar: Noah Noble, US-amerikanischer Politiker (* 1794)
- 09. Februar: Thomas Reynolds, US-amerikanischer Politiker (* 1796)
- 10. Februar: Dincă Brătianu, walachischer Bojar und Politiker (* 1768, 1788 oder 1795)
- 11. Februar: Tamenaga Shunsui, japanischer Schriftsteller (* 1790)
- 15. Februar: Henry Addington, britischer Staatsmann und Premierminister (* 1757)
- 21. Februar: John Leeds Kerr, US-amerikanischer Politiker (* 1780)
- 25. Februar: Heinrich Jacob Aldenrath, deutscher Miniaturmaler und Lithograf (* 1775)
- 28. Februar: Thomas Walker Gilmer, US-amerikanischer Politiker (* 1802)
- 28. Februar: Abel P. Upshur, US-amerikanischer Politiker (* 1790)
- 02. März: Johann Baptist Stiglmaier, deutscher Erzgießer, Bildhauer, Maler und Medailleur (* 1791)
- 03. März: Andreas Leonhard Creuzer, deutscher Theologe (* 1768)
- 07. März: Christian Lente Freyherr von Adeler, dänischer Jurist und Amtmann (* 1784)
- 08. März: Pietro Atazzi, italienischer Mediziner (* 1786)
- 08. März: Jean-Baptiste Bernadotte, französischer General und König von Schweden und Norwegen (* 1763)
- 11. März: Heinrich Bittcher, deutscher Lehrer und evangelischer Theologe (* 1816)
- 15. März: Carl Friedrich Ballhorn der Jüngere, preußischer Jurist und Beamter (* 1769)
- 18. März: Peter Jochims, deutscher Beamter (* 1762)
- 20. März: Peter Buell Porter, US-amerikanischer Politiker, General und Kriegsminister (* 1773)
- 22. März: William Carroll, US-amerikanischer Politiker (* 1788)
- 22. März: Jean-Isaac-Samuel Cellérier, Schweizer evangelischer Geistlicher (* 1753)
- 24. März: Bertel Thorvaldsen, dänischer Bildhauer (* 1770)
- 30. März: Johannes Scharrer, deutscher Unternehmer und Politiker (* 1785)

### Zweites Quartal
- 06. April: Friedrich Franz Xaver von Hohenzollern-Hechingen, österreichischer Feldmarschall (* 1757)
- 15. April: Charles Bulfinch, US-amerikanischer Architekt (* 1763)
- 21. April: Henry Baldwin, US-amerikanischer Politiker und Jurist (* 1780)
- 22. April: Henri Montan Berton, französischer Komponist (* 1767)
- 08. Mai: Sophia Carolina Benda, deutsche Schauspielerin und Sängerin (* 1787)
- 09. Mai: Ludwig von Borstell, preußischer General der Kavallerie (* 1773)
- 21. Mai: Giuseppe Baini, römischer Musikhistoriker und Kirchenkomponist (* 1775)
- 03. Juni: Louis-Antoine de Bourbon, duc d’Angoulême, letzter Dauphin von Frankreich, als Ludwig XIX. Prätendent auf den französischen Thron (* 1775)
- 06. Juni: Francis Johnson, US-amerikanischer Komponist und Musiker (* 1792)
- 17. Juni: André da Silva Gomes, brasilianischer Komponist (* 1752)
- 21. Juni: Joaquín Abarca y Blanque, spanischer Prälat (* 1778)

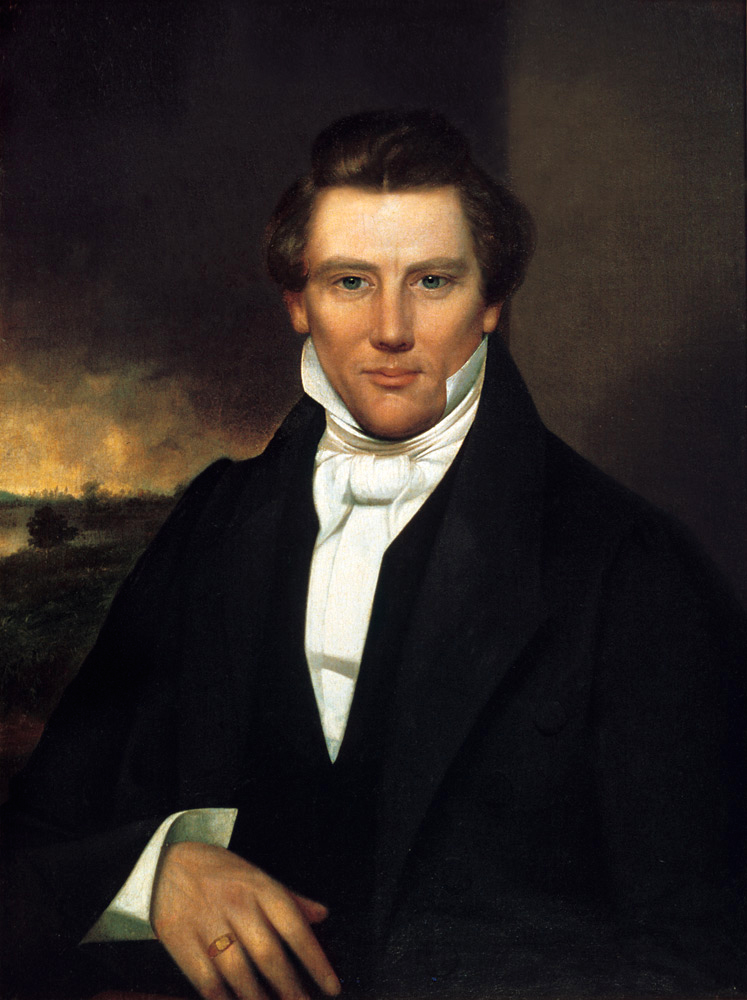
Joseph Smith, Jr.

- 27. Juni: Joseph Smith, US-amerikanischer Gründer und erster Prophet der Mormonen (* 1805)

### Drittes Quartal
- 10. Juli: Isaac Halstead Williamson, US-amerikanischer Politiker (* 1767)
- 11. Juli: Jewgeni Baratynski, russischer Offizier, Schriftsteller und Dichter (* 1800)
- 12. Juli: Bahne Asmussen, friesischer Pastor, Dichter, und Lehrer (* 1769)
- 13. Juli: Johann Gänsbacher, österreichischer Komponist und Dirigent (* 1778)
- 17. Juli: Christoph Johann Jakob Arnold, deutscher Architekt (* 1779)
- 23. Juli: Jonathan August Weichert, deutscher Altphilologe und Pädagoge (* 1788)
- 27. Juli: John Dalton, englischer Naturforscher und Lehrer (* 1766)
- 27. Juli: René Charles Guilbert de Pixérécourt, französischer Theaterautor (* 1773)

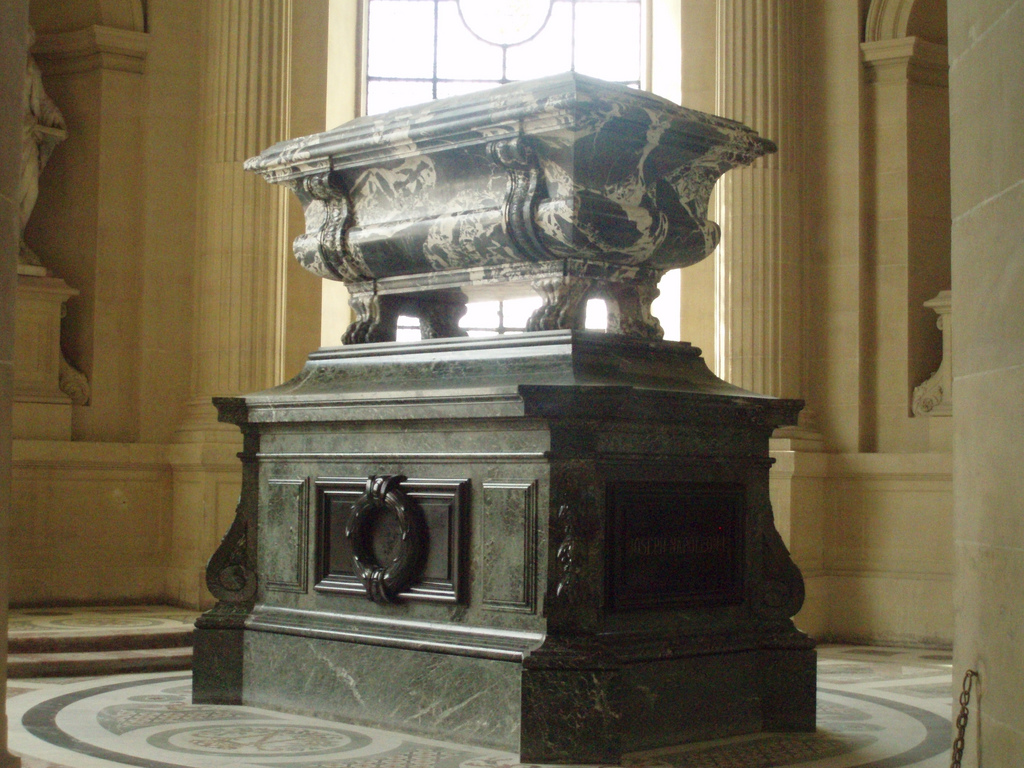
Joseph Bonapartes Grabmal im Pariser Invalidendom

- 28. Juli: Joseph Bonaparte, König von Neapel und Spanien (* 1768)
- 29. Juli: Franz Xaver Wolfgang Mozart, österreichischer Komponist (* 1791)
- 02. August: Jean Pierre Joseph d’Arcet, französischer Chemiker (* 1777)
- 04. August: Jacob Aall, norwegischer Politiker (* 1773)
- 07. August: Niels Heidenreich, dänischer Uhrmacher und Dieb der Goldhörner von Gallehus (* 1761)
- 11. August: Jernej Kopitar, slowenischer Sprachwissenschaftler und Slawist (* 1780)
- 14. August: Johann Philipp Christian Aulenbach, deutscher Pfarrer und Dichter (* 1769)
- 19. August: Iver Hesselberg, norwegischer Pfarrer und Autor (* 1780)
- 21. August: Georg Friedrich Benecke, deutscher Gelehrter (* 1762)
- 24. August: Giuseppe Bernardino Bison, italienischer Maler des Klassizismus (* 1762)
- 24. August: Aaron Chorin, ungarischer Rabbiner (* 1766)
- 25. August: Daniel Dunklin, US-amerikanischer Politiker (* 1790)
- 26. August: John Keane, 1. Baron Keane, britischer Generalleutnant (* 1781)
- 02. September: Vincenzo Camuccini, italienischer Maler (* 1771)
- 12. September: Johann Heinrich Behrens, königlich-preußischer Unteroffizier (* 1735)
- 15. September: Gustav von Hugo, deutscher Jurist (* 1764)
- 23. September: Alexander von Benckendorff, russischer General (* 1781)
- 23. September: Pjotr Kirillowitsch Essen, russischer General und Staatsmann (* 1772)
- 24. September: Karl Friedrich Kielmeyer, deutscher Mediziner, Naturforscher, Chemiker und theoretischer Biologe (* 1765)
- 28. September: George FitzRoy, 4. Duke of Grafton, britischer Politiker (* 1760)

### Viertes Quartal
- 01. Oktober: Clementinus Schmitz, deutscher Franziskaner, der als Wunderheiler verehrt wurde (* 1755)
- 04. Oktober: Anton Joseph Stein, österreichischer Pädagoge und Philologe (* 1759)
- 12. Oktober: Claude Tillier, französischer Schriftsteller (* 1801)
- 14. Oktober: Jan Baptiste de Jonghe, flämisch-belgischer Maler (* 1785)
- 17. Oktober: David Nelson, US-amerikanischer Autor, Geistlicher und Abolitionist (* 1793)
- 21. Oktober: Nikolos Barataschwili, georgischer Dichter (* 1817)
- 25. Oktober: Heinrich Cotta, deutscher Forstwissenschaftler (* 1763)
- 28. Oktober: Sándor Kisfaludy, ungarischer Dichter und Dramatiker (* 1772)
- 04. November: Giuseppe Angelelli, italienischer Maler (* 1803)
- 08. November: Jean Antoine Michel Agar, französischer Staatsbeamter (* 1771)
- 08. November: Johann Anzengruber, österreichischer Schriftsteller (* 1810)
- 14. November: Flora Tristan, französische Schriftstellerin, Sozialistin und Frauenrechtlerin (* 1803)
- 15. November: Nicolaas Cornelis de Fremery, niederländischer Mediziner, Pharmakologe, Zoologe und Chemiker (* 1770)
- 18. November: Antonín Machek, tschechischer Maler (* 1775)
- 18. November: José Casimiro Rondeau Pereyra, argentinischer General (* 1773)
- 21. November: Iwan Krylow, russischer Fabeldichter (* 1769)
- 21. November: Philipp Emanuel von Fellenberg, Schweizer Pädagoge und Agronom (* 1771)
- 25. November: Augustus Wall Callcott, britischer Maler (* 1779)
- 26. November: Gustaf Johan Billberg, schwedischer Zoologe, Botaniker und Anatom (* 1772)
- 04. Dezember: Christian Friedrich Illgen, deutscher evangelischer Geistlicher und Hochschullehrer (* 1785)
- 07. Dezember: Thomas Morris, US-amerikanischer Politiker (* 1776)
- 09. Dezember: Evan Evans, englischer Spinnmeister, Maschinenbauer und Unternehmer (* 1765)
- 10. Dezember: Joseph Widmer, Schweizer römisch-katholischer Theologe und Hochschullehrer (* 1779)
- 14. Dezember: Heinrich Ludwig Tschech, Jurist und Bürgermeister in Storkow, Brandenburg (* 1789)
- 18. Dezember: Heinrich Stölzel, deutscher Musiker (* 1777)
- 20. Dezember: Peter Joseph Imhoff, deutscher Bildhauer (* 1768)
- 21. Dezember: Sebald Brendel, deutscher Jurist und Hochschullehrer (* 1780)
- 21. Dezember: Oluf de Schouboe, norwegischer Jurist und Minister (* 1777)
- 23. Dezember: André Galle, französischer Medailleur (* 1761)
- 30. Dezember: Laurent Mourguet, französischer Figurenspieler und Schöpfer verschiedener berühmter Handpuppen (* 1769)

### Genaues Todesdatum unbekannt
- Wilhelmine Karoline Friederike Apranzow, deutsche Schriftstellerin (* 1790)
- Zaman Mirza Schah Durrani, Emir des Durrani-Reiches (* 1770)